# III Koncert na róg (KV 447)
III Koncert na róg Es-dur KV 447 – Koncert na róg i orkiestrę skomponowany przez Wolfganga Amadeusa Mozarta, ukończony pomiędzy 1784 a 1787. Zadedykowany Jozephowi Leutgebowi (przyjacielowi Mozarta, handlarzowi serami i grającemu na rogu).

## CzęściKoncertu
1. Allegro (4/4)
2. Romance (Larghetto) (4/4)
3. Allegro (6/8)

## Instrumentacja
Koncert został napisany dla 2 klarnetów B, 2 fagotów, solowego rogu Es i sekcji smyczkowej.